# امام‌الدین خلیلوف
عمادالدین خلیلوف (ترکی آذربایجانی: İmaməddin Xəlilov؛ زادهٔ ۲۳ فوریهٔ ۱۹۹۸) عمادالدین خلیلوف (به انگلیسی: Imamaddin Khalilov)پاراتکواندوکار اهل جمهوری آذربایجان است.

## زندگی
عمادالدین خلیلوف ۲۳ فوریه سال ۱۹۹۸ در شهر گنجه جمهوری آذربایجان به دنیا آمد.

## ورزش
عمادالدین خلیلوف به عنوان نماینده جمهوری آذربایجان در مسابقات جهانی تکواندو ۲۰۲۲ حاضر و برنده جایزه برنز شد.
در بازی‌های پاراتکواندوی قهرمانی اروپا ۲۰۲۳ در وزن منهای ۷۰ کیلوگرم بخش مردان مدال طلا را ازآن خود نمود. وی سپس در سپتامبر ۲۰۲۳ در مسابقات جهانی پارا تکواندو شرکت کرد و به مقام قهرمانی رسید.
در ماه مه سال ۲۰۲۴، به رقابت در مسابقات قهرمانی تکواندو اروپا ۲۰۲۴ پرداخته و توانست مقام اول را به خود اختصاص دهد.
عمادالدین خلیلوف پرچمدار کاروان جمهوری آذربایجان در رژه ملل در جریان مراسم افتتاحیه بازی‌های پارالمپیک ۲۰۲۴ پاریس بود. وی ضمن حضور در بازی‌های پارالمپیک تابستانی ۲۰۲۴ به نمایندگی از آذربایجان، به مقام اول در وزن منهای ۷۰ کیلوگرم بخش مردان رسید.

## جوایز
به دستور الهام علی‌اف، رئیس‌جمهوری آذربایجان، به تاریخ ۱۰ سپتامبر سال ۲۰۲۴، به عمادالدین خلیلوف بابت کسب مقام قهرمانی در بازی‌های پارالمپیک تابستانی ۲۰۲۴ ۲۰۰ هزار منات آذربایجان و به مربی اش ۱۰۰ هزار منات جایزه نقدی اهدا شد. همزمان با دیگر فرمان الیهام علی اف، از وی با اعطای نشان برای خدمت به میهن درجه یک تقدیر شد.